# Carlemanniaceae
Carlemanniaceae, manja biljna porodica u redu medićolike. Pripada joj pet priznatih vrsta višegodišnjih biljaka ili grmova, od čega 3 u rodu Carlemannia, po kojem je porodica i dobila ime.
Vrste ove porodice rastu po istočnoj i jugoistočnojh Aziji

## Rodovi
1. Carlemannia Benth.
2. Silvianthus Hook.f.